# دفتر دانایی و داد
دفتر دانایی و داد از آثار جلال‌الدین کزازی است که سال ۱۳۹۱ توسط انتشارات معین در ۷۹۱ صفحه چاپ و منتشر شد. نویسنده در این اثر کوشیده‌است زبان این کتاب همسو و هماهنگ با زبان شاهنامه باشد و به همین دلیل دفتر دانایی و داد را با استناد به ابیات این اثر گرانسنگ ادبیات پارسی نوشته‌است.

## معرفی کتاب
این کتاب را نوشتم تا جوانان به خواندن شاهنامه ترغیب شوند. یکی از ویژگی‌های بهین و بنیادین «دفتر دانایی و داد» زبانی است که در نوشتن آن به کار گرفته شده‌است. کوشیده‌ام که زبان این کتاب همسو و همساز و هماهنگ با زبان شاهنامه که از دید من زبان سرشتین و راستین پارسی است، باشد.

میرجلال‌الدین کزازی
در این کتاب نویسنده کوشیده‌است تا داستان‌های شاهنامه با زبانی همسنگ و همساز با زبان فرزانهٔ فرّخ‌نهاد نوشته شود و به نثر برگردانده شود تا مگر سان و سوی و بهر و بویی از فرّ و فروغ و شکوه و شگرفی شاهنامه و از فسون فسانه‌رنگ آن در این نوشته بازتابد و خواننده را آنچنان به شور آرد و سرمست بدارد که پس از خواندن این کتاب دست به کاری دریازد که بایسته و ناگزیر هر ایرانی است و شاهنامه را به خواندن بیاغازد.

## نظر نویسنده
در آیین رونمایی کتاب روز سه‌شنبه دوم اردیبهشت ساعت ۱۶:۳۰ که در شهر کتاب برگزار شد کزازی در مورد شاهنامه گفت: «این نوشته فراتر از یک شاهکار ادبی است زیرا بسیار منش پرور، تاریخ ساز، روزگار آفرین است که در سراسر جهان هیچ متنی مانند آن کارساز نیست. اگر امروز به ایرانی بودن خود بالیده و در سراسر جهان اینگونه شناخته می‌شویم آن را در گرو شاهنامه داریم. پرداختن با شاهکاری مانند شاهنامه بازی با آتش است و کسی که با آتش بازی می‌کند باید بسیار با دقت عمل کند.»
در مورد نام کتاب نویسنده بیان کرد: «می توان گفت که سرنوشت کتاب را هم نام آن رقم می‌زند. نمی‌توانستیم نام کتاب را بازنویسی شاهنامه بگذاریم. ناگزیر بودم نامی انتخاب کنم که ویژگی‌های شاهنامه را به یاد بیاورد. از نظر من، شاهنامه دفتر دانایی و داد است؛ بنابراین چنین نامی را برای کتاب انتخاب کردم.»

## چاپ
کتاب در چاپ نخست که از سوی انتشارات معین به چاپ رسیده بود، نایاب شد و با جلد جدید و در دو مجلد از سوی انتشارات زرین و سیمین نیز در قطع رحلی منتشر شد. این کتاب بیش از ۲۰۰ اثر مینیاتور دارد که این مینیاتورها در شاهنامه‌های کهن و نو مثل شاهنامه‌های طهماسبی و بایسنقری وجود داشته‌است.